# 山の神温泉 (長野県)
山の神温泉（やまのかみおんせん）は、長野県長野市（旧国信濃国）善光寺にある温泉。

## 泉質
- アルカリ性単純温泉
  - 湧出温度15℃の冷鉱泉である。

## 温泉街
長野市街の北側の高台に、一軒宿の「山の神温泉」が存在する。旅館からは善光寺とその境内が一望できる。

## 歴史
開湯は140年前とされる。小林一茶も訪れたことがあると言われる。

## アクセス
- 鉄道 : 北陸新幹線長野駅よりバスで約10分で深田町バス停へ。ここより徒歩で約10分。旅館専用バスでの送迎あり。